# Náměstí Bratří Synků (stanice metra)

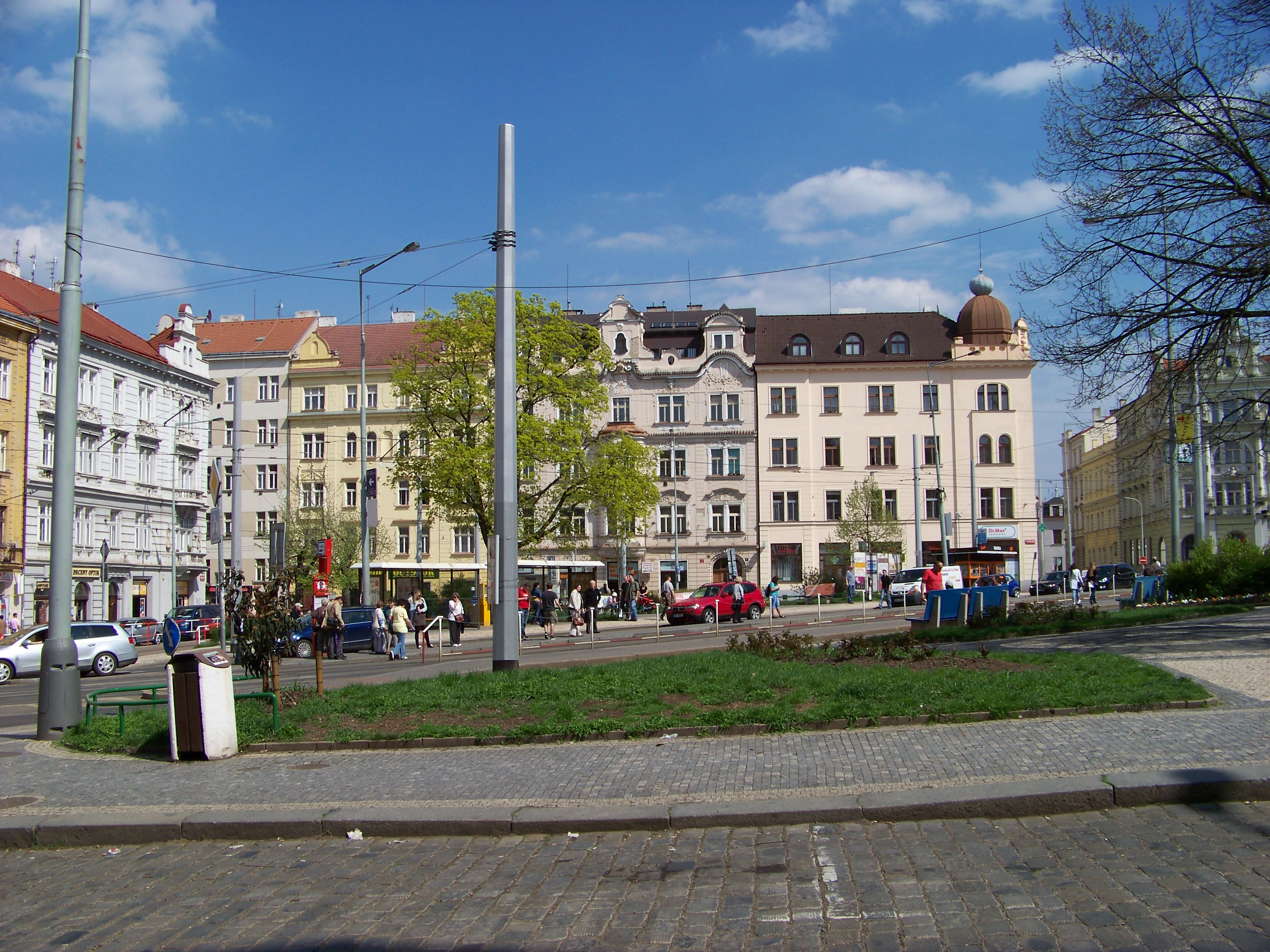
V těchto místech vznikne jeden ze vstupů do vestibulu stanice Náměstí Bratří Synků

Náměstí Bratří Synků je chystaná stanice na lince D pražského metra. Bude se nacházet na úseku I.D3 mezi stanicemi Náměstí Míru a Pankrác pod náměstím Bratří Synků v katastru Nuslí. Stavba stanice by měla být zahájena na jaře 2024, původní termín zprovoznění počítal s rokem 2029.

## Statistiky
Stanice Náměstí Bratří Synků se bude nacházet pod náměstím Bratří Synků v Praze 4 na katastru Nuslí. Bude hloubená v hloubce 13 metrů.
Náměstí Bratří Synků bude mít dva výstupy s dvěma podpovrchovými vestibuly, umístěnými přímo u křižovatky nuselských ulic Otakarova, Na Zámecké a Bělehradská. U stanice vznikne podzemní záchytné parkoviště P+R s 54 místy.